# Lucenay
Lucenay ist eine französische Gemeinde mit 2068 Einwohnern (Stand 1. Januar 2022) im Département Rhône in der Region Auvergne-Rhône-Alpes. Sie gehört zum Arrondissement Villefranche-sur-Saône und zum Kanton Anse.

## Lage
Lucenay liegt im Weinbaugebiet Beaujolais, etwa 20 Kilometer nordwestlich von Lyon. Durch den Osten des Gemeindegebietes von Lucenay fließt der Saône-Nebenfluss Azergues.

## Geschichte
Das Dorf Lucenay (Luccennacum) gehörte zur seit dem 6. Jahrhundert bestehenden Grafschaft Lyon. Darauf deutet eine schriftliche Quelle in einer Lyoner Kirche, die Graf Artaud I., der 960 verstarb, zugeschrieben wird.
Bis zur Mitte des 20. Jahrhunderts beherrschten Kalksteinbrüche die Umgebung von Lucenay. Nach deren Aufgabe wurde der Weinbau die wichtigste Erwerbsgrundlage.

## Bevölkerung
| Jahr                       | 1962 | 1968 | 1975 | 1982 | 1990 | 1999 | 2010 |
| Einwohner                  | 607  | 719  | 878  | 1071 | 1205 | 1368 | 1752 |
| Quellen: Cassini und INSEE |      |      |      |      |      |      |      |

Mit 2068 Einwohnern (Stand 1. Januar 2022) gehört Lucenay zu den mittelgroßen Gemeinden im Département Rhône. Nachdem die Einwohnerzahl in der ersten Hälfte des 20. Jahrhunderts abgenommen hatte (1901 wurden noch 834 Einwohner gezählt), verzeichnete man seit Beginn der 1950er Jahre wieder ein deutliches Bevölkerungswachstum.

## Wirtschaft und Infrastruktur
Die wichtigsten Erwerbszweige in Lucenay sind der Weinbau und der teilweise damit verbundene Tourismus. Die hier produzierten Qualitätsweine dürfen die Herkunftsbezeichnungen (AOC) Bourgogne Grand Ordinaire, Bourgogne Aligoté, Bourgogne Passetoutgrain bzw. Crémant de Bourgogne tragen. Weitere landwirtschaftliche Produkte sind Obst, Gemüse und Getreide.
Durch das Gebiet der Gemeinde Lucenay führt die Autoroute A6 (Paris-Lyon). Der fünf Kilometer entfernte Bahnhof von Anse liegt an der Bahnstrecke Paris–Marseille.

## Partnerschaft
Eine Partnerschaft besteht mit der französischen Gemeinde Velleron im Département Vaucluse.

## Sehenswürdigkeiten
- Kirche Saint-Étienne aus dem 12. Jahrhundert mit romanischem Turm
- Wegkreuz aus dem Jahr 1777
- Ruinenreste des Château de Chiel – heute in einen Golfplatz integriert
- Lavoir
- zahlreiche Weingüter

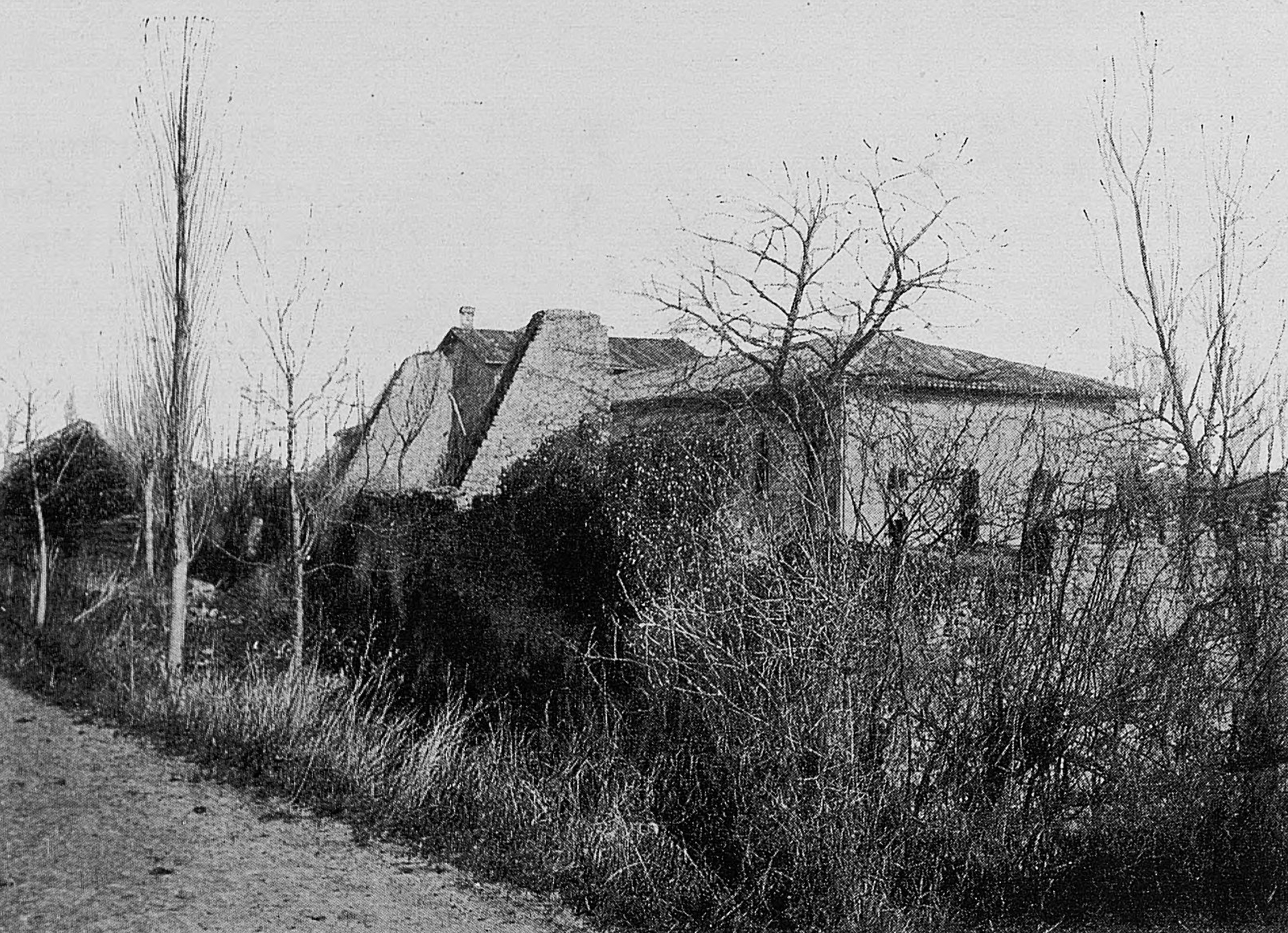
Château de Chiel
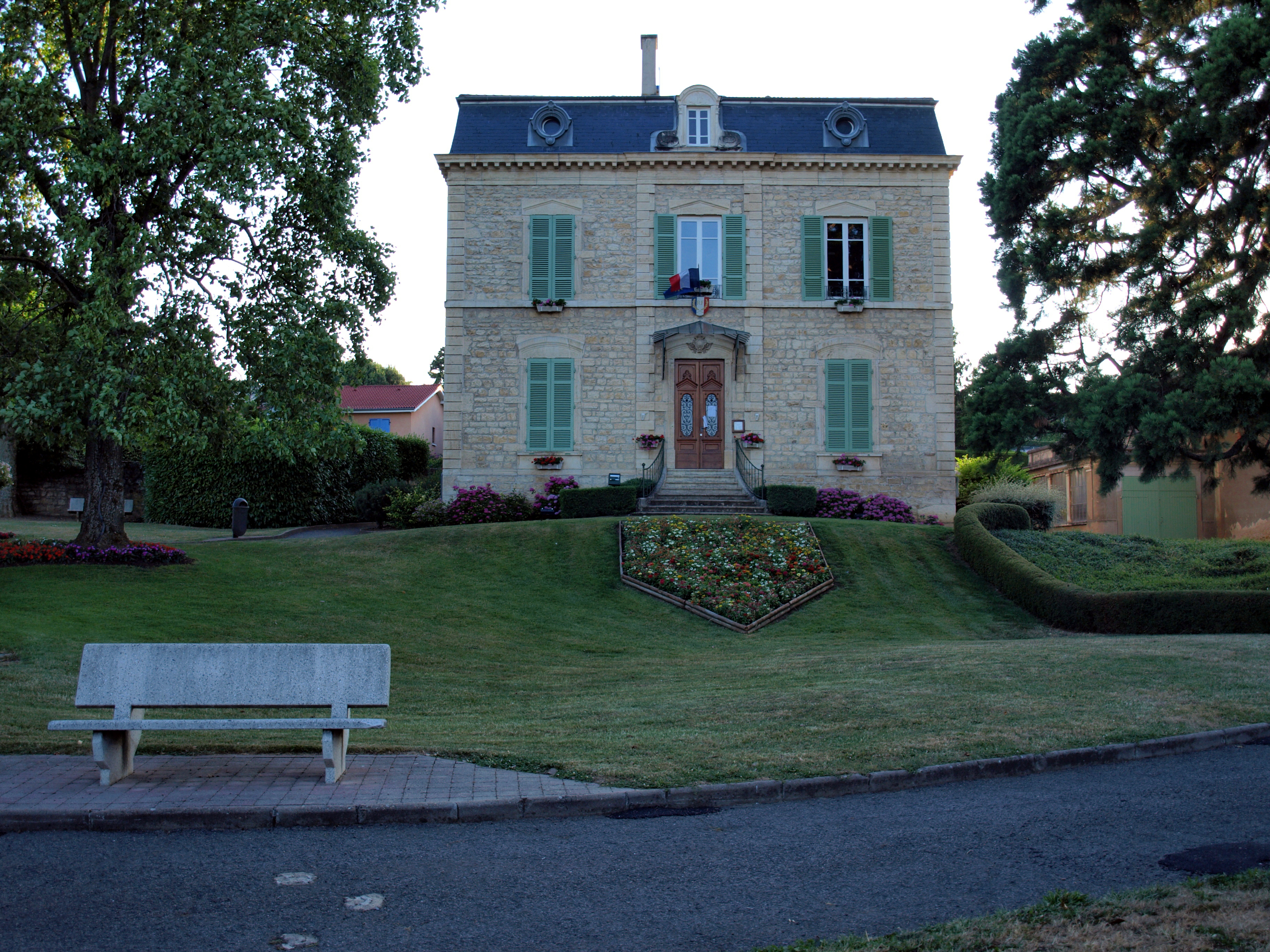
Bürgermeisteramt

## Belege
1. ↑  Uniquement cité par A. Bernard (1867)
2. ↑  Geschichte auf www.cc-beaujolais.com/lucenay/ (Memento des Originals vom 31. August 2013 im Internet Archive)  Info: Der Archivlink wurde automatisch eingesetzt und noch nicht geprüft. Bitte prüfe Original- und Archivlink gemäß Anleitung und entferne dann diesen Hinweis.
3. ↑  cassini.ehess.fr/cassini/fr/html